# Сирийский диалект арабского языка
Сири́йский диале́кт ара́бского языка́ (араб. اللهجة السورية‎) — варианты сиро-палестинского диалекта арабского языка, распространённые в западной части Сирии. Точное число носителей неизвестно, по оценке на 1991 год оно составляло 8,8 млн человек.
В русскоязычной литературе название «сирийский» может применяться ко всем сиро-палестинским диалектам.

## История
Сирийский диалект начал формироваться в середине VII века под влиянием родственного арабскому сирийского языка, который был распространён на территории Сирии до арабизации. Сирийский диалект отличается как от литературного арабского, так и от других арабских диалектов рядом фонетических, лексических и грамматических особенностей.

## Статус
Официальная сфера общения: пресса, публичные выступления, религиозные мероприятия, художественная и научная литература остаются уделом литературного арабского языка, а сирийский диалект, на котором в быту говорят все, даже интеллигенция, обслуживает обиходно-разговорную сферу общения и практически не фиксируется письменно, за исключением редких фольклорных сборников, печатных названий фильмов, пьес и песен, исполняемых на этом диалекте. Дамасская труппа, начавшая свою деятельность в 1945—1946 годах, под руководством Абд аль-Латифа Фатхи впервые ввела сирийский диалект в арабский театр, где до этого господствовал египетско-арабский язык.

## Субдиалекты
В сирийском диалекте выделяются три группы говоров: близкие к ливанскому центральные (Дамаск, Хама), западные (Тартус, Латакия) и значительно отличающиеся от них северные (Алеппо, Идлиб), подвергшиеся влиянию месопотамских. Кроме того, выделяются городские и сельские диалекты.

## Особенности
Как и во всех северолевантийских, в сирийских диалектах сохранено произношение /k/, а межзубные /θ, ð, ðˁ/ стали /t, d, dˁ/. Аффриката /dʒ/ перешла в /ʒ/ во всех, кроме северных. Звук /q/ по большей части перешёл в /ʔ/, но сохранился в некоторых сельских диалектах и в говорах друзов.
По части гласных для севернолевантийского характерных два явления: тафхим (переход /aː/ в /oː/ в контексте задних согласных) и ималя (переход /aː/ в /ɛː/ в контексте передних согласных). Эта тенденция усиливается к северу. Дифтонги /aj/ и /aw/ в городских диалектах перешли в /eː/ и /oː/, ударные краткие /i/ и /u/ стремятся к /ə/.
Отличительной чертой сирийских диалектов является отрицательная частица muː. Утрачено различие родов во множественном числе.
| Диалекты    | Диалекты  | /aː/                    | /aj/ | /aw/ | /k/ | /q/      | /dʒ/ | /θ/ | /ð/ | /ðˁ/ | -aʰ | -kum | -kunna | hum              | hunna            | не       | можем  |
| ----------- | --------- | ----------------------- | ---- | ---- | --- | -------- | ---- | --- | --- | ---- | --- | ---- | ------ | ---------------- | ---------------- | -------- | ------ |
| Северные    | городские | [eː, æː, oː]            | /eː/ | /oː/ | /k/ | /ʔ/      | /dʒ/ | /t/ | /d/ | /dˁ/ | -e  | -kon | -kon   | hennen           | hennen           | mæː      | nəʔder |
| Северные    | сельские  | [eː, oː]                | /aj/ | /aw/ | /k/ | /ʔ/, /q/ | /dʒ/ | /t/ | /d/ | /dˁ/ | -i  | -kun | -kun   | hinni(n)         | hinni(n)         | mæː      | niʔdir |
| Западные    | городские | [oː, aː, eː]            | /eː/ | /oː/ | /k/ | /ʔ/      | /ʒ/  | /t/ | /d/ | /dˁ/ | -e  | -kon | -kon   | henne(n)         | henne(n)         | moː, muː | nəʔdor |
| Западные    | сельские  | [oː, eː]                | /aj/ | /aw/ | /k/ | /q/      | /ʒ/  | /t/ | /d/ | /dˁ/ | -i  | -kun | -kun   | hinni(n)         | hinni(n)         | moː, muː | niʔdur |
| Центральные | городские | /aː/                    | /eː/ | /oː/ | /k/ | /ʔ/      | /ʒ/  | /t/ | /d/ | /dˁ/ | -e  | -kon | -kon   | henne(n)         | henne(n)         | muː      | nəʔder |
| Центральные | сельские  | [aː], [eː] внутри слова | /aj/ | /aw/ | /k/ | /ʔ/, /q/ | /ʒ/  | /t/ | /d/ | /dˁ/ | -i  | -kun | -kun   | hinni(n), hinnon | hinni(n), hinnon | muː      | niʔdir |